# Melissoptila vulpecula
Melissoptila vulpecula är en biart som beskrevs av Bertoni och Carlos Schrottky 1910. Melissoptila vulpecula ingår i släktet Melissoptila och familjen långtungebin. Inga underarter finns listade i Catalogue of Life.